# Cynisca nigeriensis
Cynisca nigeriensis — вид плазунів з родини амфісбенових (Amphisbaenidae). Ендемік Нігерії.

## Поширення і екологія
Cynisca nigeriensis відомі з типової місцевості, розташованої на захід від Кафанчана в штаті Кадуна. Вони живуть в кам'янистих саванах. Живляться безхребетними.

## Збереження
МСОП класифікує цей вид як вразливий. Cynisca nigeriensis загрожує зниження природного середовища.